# Kevin Doell
Kevin G. Doell (* 15. Juli 1979 in Saskatoon, Saskatchewan) ist ein ehemaliger kanadischer Eishockeyspieler, der im Verlauf seiner aktiven Karriere zwischen 1999 und 2014 unter anderem 429 Spiele für die Chicago Wolves in der American Hockey League auf der Position des Centers bestritten hat. Darüber hinaus absolvierte Doell, der im Jahr 2008 den Calder Cup mit den Wolves gewann, acht Spiele für die Atlanta Thrashers in der National Hockey League und war zudem in Schweden, Finnland, Österreich und Italien aktiv. Mit dem EC KAC feierte er im Jahr 2013 den Gewinn des österreichischen Meistertitels.

## Karriere
Doell verbrachte seine Juniorenzeit zwischen 1997 und 1999 zunächst in seiner Heimatprovinz Saskatchewan, wo er in der Saskatchewan Junior Hockey League (SJHL) für die Melfort Mustangs aktiv war. Bereits in seiner Rookiesaison sammelte der Stürmer 44 Punkte. Darauf ließ er in der Saison 1998/99 141 Scorerpunkte folgen, die er in gerade einmal 66 Spielen sammelte. Am Ende der Spielzeit wurde Doell, der damit Topscorer der Liga war, sowohl als Spieler des Jahres und wertvollster Spieler der Liga ausgezeichnet. Dennoch war der mittlerweile 20-Jährige nicht im NHL Entry Draft berücksichtigt worden. Im Sommer 1999 wechselte der Kanadier aufgrund seines Studiums in die Vereinigten Staaten. Es verschlug Doell an die University of Denver, wo er in den folgenden vier Jahren bis zum Sommer 2003 neben seinem Studium für die Universitäts-Eishockeymannschaft in der Western Collegiate Hockey Association (WCHA), einer Division im Spielbetrieb der National Collegiate Athletic Association (NCAA), aktiv war. Nach zunächst zwei durchwachsenen Jahren, in denen er jeweils etwa 20 Punkte sammelte, entwickelte sich der Offensivspieler mit Beginn der Saison 2001/02 zu einem der Führungsspieler der Pioneers. Am Saisonende gewann er mit der Mannschaft die Broadmoor Trophy, die Meisterschaftstrophäe der WCHA.
Nach seiner vierten und letzten Collegesaison, die er als Mitglied des WCHA Third All-Star Team abschloss, erhielt der Kanadier ein Vertragsangebot der Gwinnett Gladiators aus der ECHL, für die er in der Spielzeit 2003/04 aufs Eis ging. Der Angreifer wusste dort zu überzeugen und erhielt im Saisonverlauf die Möglichkeit sein Talent in der leistungsmäßig höher angesiedelten American Hockey League (AHL) beim Kooperationspartner der Gladiators, den Chicago Wolves, unter Beweis stellen. In der ECHL wurde er derweil – auch aufgrund seiner 74 Scorerpunkte – mit der John A. Daley Memorial Trophy als Rookie des Jahres der Liga ausgezeichnet und ins ECHL All-Rookie Team berufen. Mit Beginn der Saison 2004/05 spielte Doell hauptsächlich für die Wolves in der AHL, wo er schließlich bis zum Ende des Spieljahres 2007/08 Stammspieler war. In derselben Saison bestritt er zudem acht Partien für die Atlanta Thrashers in der National Hockey League (NHL), die wiederum mit Chicago in Form eines Farmteams kooperierten. Mit Chicago gewann er am Saisonende den Calder Cup.
Im Sommer 2008 wurde der Vertrag mit Doell trotz des Erfolgs seitens der Atlanta Thrashers, die ihn 2004 verpflichtet hatten, nicht verlängert und so wagte der Stürmer den Sprung nach Europa. Dort spielte er eine Saison lang für den schwedischen Klub Leksands IF in der zweitklassigen HockeyAllsvenskan und verpasste dort mit der Mannschaft in der Kvalserien den Sprung in die Erstklassigkeit, nachdem sie in der Hauptrunde den ersten Platz belegt hatte. Anschließend kehrte er für eine Saison zu den Chicago Wolves zurück, um mit Beginn der Saison 2010/11 in der finnischen SM-liiga für den Traditionsverein Tappara aus Tampere auf Torejagd zu gehen. Sein Engagement dort dauerte wiederum nur eine Spielzeit, jedoch fand er im folgenden Spieljahr in den Chicago Wolves seinen neuen alten Arbeitgeber, für den er bis zum Sommer 2012 weitere 22 AHL-Partien absolvierte.
Nach längerer Vereinssuche wechselte der Kanadier im November 2012 ein drittes Mal ins europäische Ausland und heuerte beim österreichischen Klub EC KAC aus Klagenfurt am Wörthersee an. Dort erhielt er zunächst einen Probevertrag, der im Januar 2013 aber auf ein festes Vertragsverhältnis bis zum Saisonende ausgeweitet wurde. Mit den Klagenfurtern gewann Doell schließlich die österreichische Meisterschaft. Einen Anschlussvertrag erhielt er beim EBEL-Klub aber nicht, sodass er im VIK Västerås HK aus der schwedischen HockeyAllsvenskan zu Beginn der Saison 2013/14 einen neuen Arbeitgeber auf Probe fand. Västerås sah nach 17 Einsätzen bis Ende Oktober 2013 aber von einer weiteren Verpflichtung des Angreifers ab. Erst im Februar 2014 fand er nach über dreimonatiger Vereinssuche einen neuen Verein. Er erhielt beim italienischen Klub SG Cortina aus der Serie A einen Vertrag bis zum Ende des Spieljahres. Anschließend beendete der Kanadier kurz vor seinem 35. Geburtstag seine Karriere als Aktiver.

## Erfolge und Auszeichnungen
| - 1999 SJHL Most Valuable Player - 1999 SJHL Player of the Year - 2002 Broadmoor-Trophy-Gewinn mit der University of Denver - 2003 WCHA Third All-Star Team - 2004 ECHL-Spieler des Monats Februar | - 2004 ECHL-Rookie des Monats Februar - 2004 John A. Daley Memorial Trophy - 2004 ECHL All-Rookie Team - 2008 Calder-Cup-Gewinn mit den Chicago Wolves - 2013 Österreichischer Meister mit dem EC KAC |

## Karrierestatistik
(Legende zur Spielerstatistik: Sp oder GP = absolvierte Spiele; T oder G = erzielte Tore; V oder A = erzielte Assists; Pkt oder Pts = erzielte Scorerpunkte; SM oder PIM = erhaltene Strafminuten; +/− = Plus/Minus-Bilanz; PP = erzielte Überzahltore; SH = erzielte Unterzahltore; GW = erzielte Siegtore; 1 Play-downs/Relegation; Kursiv: Statistik nicht vollständig)